# Chayesit
Das Mineral Chayesit ist ein sehr selten vorkommendes Ringsilikat aus der Milaritgruppe innerhalb der Mineralklasse der „Silikate und Germanate“ mit der Endgliedzusammensetzung K□2Mg2(Mg2Fe3+)[Si12O30] und damit chemisch gesehen ein Kalium-Magnesium-Eisen-Silikat.
Chayesit kristallisiert mit hexagonaler Symmetrie und entwickelt tief blaue oder durch Hämatit braun gefärbte, tafelige Kriställchen von meist unter einem Millimeter Größe mit einem glasähnlichen Glanz auf den Oberflächen. Das Mineral ist im Normalfall durchsichtig, kann aber durch Gitterfehler, polykristalline Ausbildung oder Fremdeinschlüsse auch nur durchscheinend sein.
Chayesit findet sich in der feinkristallinen Grundmasse von Lamproiten und in Fremdgesteinseinschlüssen in basaltischen Magmen. Neben seiner Typlokalität, einem Lamproit vom Moon Canyon, Utah, USA, ist Chayesit bisher nur an wenigen weiteren Lokalitäten nachgewiesen worden: Im Lamproit aus Cancarix, Spanien sowie in Fremdgesteinseinschlüssen in basaltischen Magmen vom Ettringer Bellerberg in der Vulkaneifel, Deutschland, dem Pauliberg im Burgenland, Österreich und dem Mont Denise in der Auvergne, Frankreich.

## Etymologie und Geschichte
Entdeckt wurde Chayesit 1986 von Christiane Wagner und Danielle Velde im Lamproit vom Moon Canyon, Utah und zunächst als Roedderit-artige Phase bezeichnet. Eine genauere Untersuchung, an der außer Wagner und Velde noch Olaf Medenbach und Werner Schreyer beteiligt waren, führte drei Jahre später zur Beschreibung des neuen Minerals Chayesit als Leerstellen(□)-Fe3+-Analog von Roedderit. Benannt wurde es nach dem Petrologen und ehemaligen Präsidenten der „Mineralogical Society of America“ Dr. Felix Chayes.
Das Typmaterial des Minerals wird an der Ruhr-Universität Bochum (RUB, Holotyp ca. 50 g) und am National Museum of Natural History Washington (NMNH, Cotyp-Nr.: 165807) aufbewahrt.

## Klassifikation
Da der Chayesit erst 1987 als eigenständiges Mineral anerkannt wurde, ist er in der seit 1977 veralteten 8. Auflage der Mineralsystematik nach Strunz noch nicht verzeichnet.
In der zuletzt 2018 überarbeiteten Lapis-Systematik nach Stefan Weiß, die formal auf der alten Systematik von Karl Hugo Strunz in der 8. Auflage basiert, erhielt das Mineral die System- und Mineralnummer VIII/E.22-050. Dies entspricht der Klasse der „Silikate“ und dort der Abteilung „Ringsilikate“, wo Chayesit zusammen mit Agakhanovit-(Y), Almarudit, Armenit, Berezanskit, Brannockit, Darapiosit, Dusmatovit, Eifelit, Emeleusit, Faizievit, Friedrichbeckeit, Klöchit, Lipuit, Merrihueit, Milarit, Oftedalit, Osumilith, Osumilith-(Mg), Poudretteit, Roedderit, Shibkovit, Sogdianit, Sugilith, Trattnerit, Yagiit und Yakovenchukit-(Y) die „Doppelte Sechserringe [Si12O30]12− – Milarit-Osumilith-Gruppe“ mit der Systemnummer VIII/E.22 bildet.
Die von der International Mineralogical Association (IMA) zuletzt 2009 aktualisierte 9. Auflage der Strunz’schen Mineralsystematik ordnet den Chayesit in die Klasse der „Silikate und Germanate“ und dort in die Abteilung „Ringsilikate (Cyclosilikate)“ ein. Hier ist das Mineral in der Unterabteilung „[Si6O18]12−-Sechser-Doppelringe“ zu finden, wo es zusammen mit Almarudit, Armenit, Berezanskit, Brannockit, Darapiosit, Dusmatovit, Eifelit, Friedrichbeckeit, Klöchit, Merrihueit, Milarit, Oftedalit, Osumilith, Osumilith-(Mg), Poudretteit, Roedderit, Shibkovit, Sogdianit, Sugilith, Trattnerit und Yagiit die „Milaritgruppe“ mit der Systemnummer 9.CM.05 bildet.
In der vorwiegend im englischen Sprachraum gebräuchlichen Systematik der Minerale nach Dana hat Chayesit die System- und Mineralnummer 63.02.01a.02. Das entspricht der Klasse der „Silikate“ und dort der Abteilung „Ringsilikate: Kondensierte Ringe“. Hier findet er sich innerhalb der Unterabteilung „Ringsilikate: Kondensierte, 6-gliedrige Ringe“ in der „Milarit-Osumilith-Gruppe (Milarit-Osumilith-Untergruppe)“, in der auch Brannockit, Darapiosit, Eifelit, Merrihueit, Osumilith, Osumilith-(Mg), Poudretteit, Sugilith, Yagiit, Dusmatovit, Milarit, Sogdianit, Roedderit, Berezanskit, Shibkovit, Trattnerit, Almarudit, Oftedalit, Klöchit und Friedrichbeckeit eingeordnet sind.

## Chemismus
Chayesit hat die Endgliedzusammensetzung K□2Mg2(Mg2Fe3+)[Si12O30] und ist das □-Fe3+-Endglied einer Mischkristallreiche von Roedderit zu Chayesit, der die Austauschreaktionen
- [B]Na + [T2]Mg2+ = [B]□ + [T2]Fe3+

zugrunde liegt.
Die empirische Zusammensetzung des Chayesit aus der Typlokalität ist
- [C,B](K1,14Na0,1)[A,T2](Mg3,29Fe2+0,96Mn2+0,04Fe3+0,64Ti0,03Al0,04)[T1][Si12O30],

wobei in den eckigen Klammern die Positionen in der Kristallstruktur angegeben sind.
Seit 2019 wird die chemische Zusammensetzung nach Beschluss durch die IMA/CNMNC in der Reinform mit KMg4Fe3+[Si12O30] angegeben.

## Kristallstruktur
Chayesit kristallisiert mit hexagonaler Symmetrie der Raumgruppe P6/mcc (Raumgruppen-Nr. 192) und den Gitterparametern a = 10,153 Å und c = 14,388 Å sowie zwei Formeleinheiten pro Elementarzelle.
Chayesit ist isotyp zu Milarit, d. h., es kristallisiert mit der gleichen Struktur wie Milarit.
Die T1-Position, die die 6er-Doppelringe aufbaut, enthält nur Silicium (Si4+).
Die 12-fach koordinierte C-Position ist voll besetzt mit Kalium und etwas Natrium, die 9-fach koordinierte B-Position ist leer oder enthält nur geringe Mengen Na. Die T2-Position enthält Magnesium und bis zu 1 apfu (Atome pro Formeleinheit) Eisen, die oktaedrisch besetzte A-Position ist fast vollständig mit Magnesium besetzt mit geringen Mengen Eisen.

## Bildung und Fundorte
Chayesit bildet sich bei sehr hohen Temperaturen um 1000 bis 1100 °C und niedrigem Druck unter oxidierenden Bedingungen und ist bisher weltweit von sechs verschiedenen Fundstellen dokumentiert worden (Stand 2024).
In Lamproiten tritt Chayesit in der feinkristallinen Grundmasse dieser Magmatite auf, wo sie sich in der Spätphase der Kristallisation direkt aus der kaliumreichen Schmelze abscheiden. Zu diesem Typ gehört die Typlokalität, einem Lamproit vom Moon Canyon bei Woodland im Summit County des US-Bundesstaates Utah, wo Chayesit zusammen mit Olivin, Klinopyroxen, Phlogopit, K-Richterit, Kalifeldspat, Apatit, Ilmenit, Pseudobrookit Cr-Spinell und Glas auftritt. In einem Lamproit aus einem Aufschluss in der Sierra de las Cabras nahe am Cancarix-Vulkan in Spanien tritt Chayesit mit Aegirin, Apatit, Rutil und Calcit sowie Dalyit auf.
Neben diesen magmatischen Vorkommen bildet sich Chayesit auch bei der Kontaktmetamorphose aluminiumarmer Xenolithe in basaltischen Magmen. Zu diesem Typ zählen die anderen dokumentierten Fundorte am Ettringer Bellerberg in der Vulkaneifel in Deutschland, am Pauliberg im Burgenland und am Stradner Kogel bei Wilhelmsdorf in der Steiermark in Österreich sowie am Mont Denise bei Espaly-Saint-Marcel in der französischen Landschaft Auvergne.